# Kārlis Skrastiņš
Kārlis Skrastiņš (7. červenec 1974 Riga, SSSR – 7. září 2011 Jaroslavl, Rusko) byl lotyšský hokejový obránce.

## Klubový hokej
Jeho prvním klubem v NHL byl Nashville Predators, od sezóny 2003/04 byl hráčem Colorado Avalanche. Je držitelem rekordu NHL v počtu odehraných zápasů obránce bez přerušení (495). V sezóně 2007/2008 byl v únorové uzávěrce přestupů vyměněný do týmu Florida Panthers za Ruslana Saleje. 7. září 2011 zahynul při letecké nehodě v Jaroslavli spolu s dalšími 37 týmovými spoluhráči při letu k prvnímu zápasu sezóny 2011/2012 KHL.

## Reprezentace
Byl mnohonásobným reprezentantem své země. Pomohl vybojovat postup do najvyšší kategorie. Na olympiádě v Salt Lake City odehrál jen jeden zápas v kvalifikační části (kvůli rozběhnuté NHL). Víc zápasů odehrál na zimní olympiádě 2006 v Turíně, kde jeho tým obsadil poslední 12. místo.

### Statistika na významných turnajích
| Turnaj      | Město                                         | Z | G | A | Body | TM | +/- | Umístění |
| ----------- | --------------------------------------------- | - | - | - | ---- | -- | --- | -------- |
| MS 1993 "C" | Bled, Slovinsko                               | 7 | 1 | 6 | 7    | 0  | +27 | 1.       |
| MS 1994 "B" | Kodaň, Dánsko                                 | 7 | 3 | 5 | 8    | 0  | +12 | 2.       |
| MS 1995 "B" | Bratislava, Slovensko                         | 7 | 1 | 1 | 2    | 4  |     | 2.       |
| MS 1997     | Helsinky, Turku, Tampere, Finsko              | 8 | 0 | 3 | 3    | 4  | +8  | 7.       |
| MS 1999     | Oslo, Hamar, Lillehammer, Norsko              | 6 | 1 | 1 | 2    | 6  | -5  | 11.      |
| MS 2000     | Petrohrad, Rusko                              | 7 | 1 | 2 | 3    | 4  | 0   | 8.       |
| MS 2001     | Kolín nad Rýnem, Norimberk, Hannover, Německo | 6 | 3 | 0 | 3    | 0  | +3  | 13.      |
| ZOH 2002    | Salt Lake City, USA                           | 1 | 0 | 0 | 0    | 0  | -1  | 9.       |
| MS 2003     | Helsinky, Turku, Tampere, Finsko              | 6 | 3 | 3 | 6    | 27 | +1  | 9.       |
| MS 2005     | Vídeň, Innsbruck, Rakousko                    | 6 | 2 | 0 | 2    | 2  | -3  | 9.       |
| ZOH 2006    | Turín, Itálie                                 | 5 | 0 | 1 | 1    | 0  | -1  | 12.      |